# Linia 3 metra w Baku
Linia 3 metra w Baku – jedna z trzech linii metra w Baku. Pierwszy odcinek linii otwarto w 2016. Długość całkowita linii wynosi 5,7 km, na linii działają 4 stacje. Na stacji Memar Əcəmi-2 istnieje możliwość przesiadki na linię 2.

## Stacje

### Lista stacji
| Nazwa         | Data otwarcia    | Rejon miasta | Liczba peronów | Przesiadki |
| ------------- | ---------------- | ------------ | -------------- | ---------- |
| Xocəsən       | 23 grudnia 2022  | Binəqədi     | 1              |            |
| Avtovağzal    | 19 kwietnia 2016 | Binəqədi     | 1              |            |
| Memar Əcəmi-2 | 19 kwietnia 2016 | Nəsimi       | 1              | 2          |
| 8 Noyabr      | 29 maja 2021     | Nəsimi       | 1              |            |

### Galeria

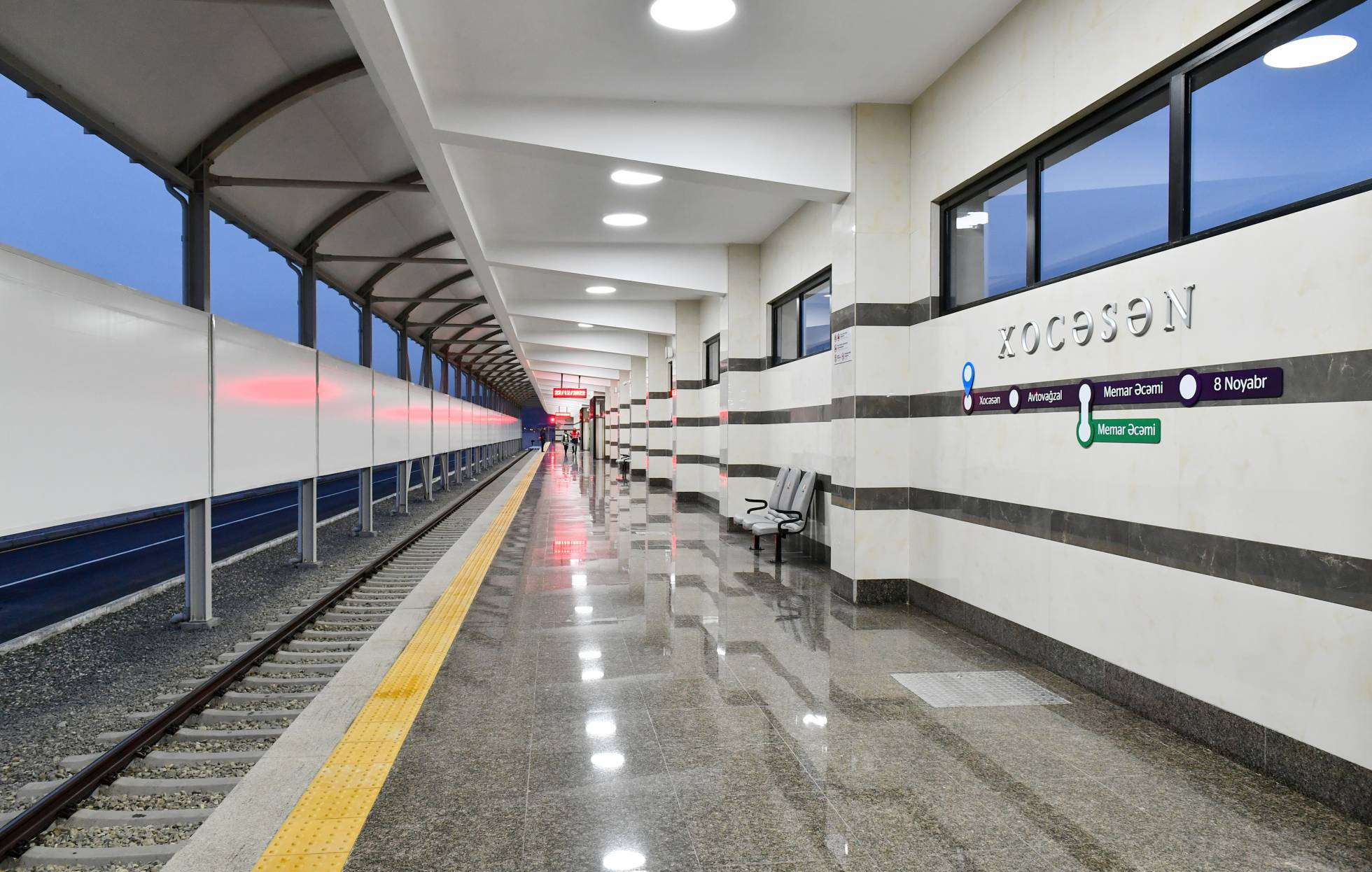
Xocəsən
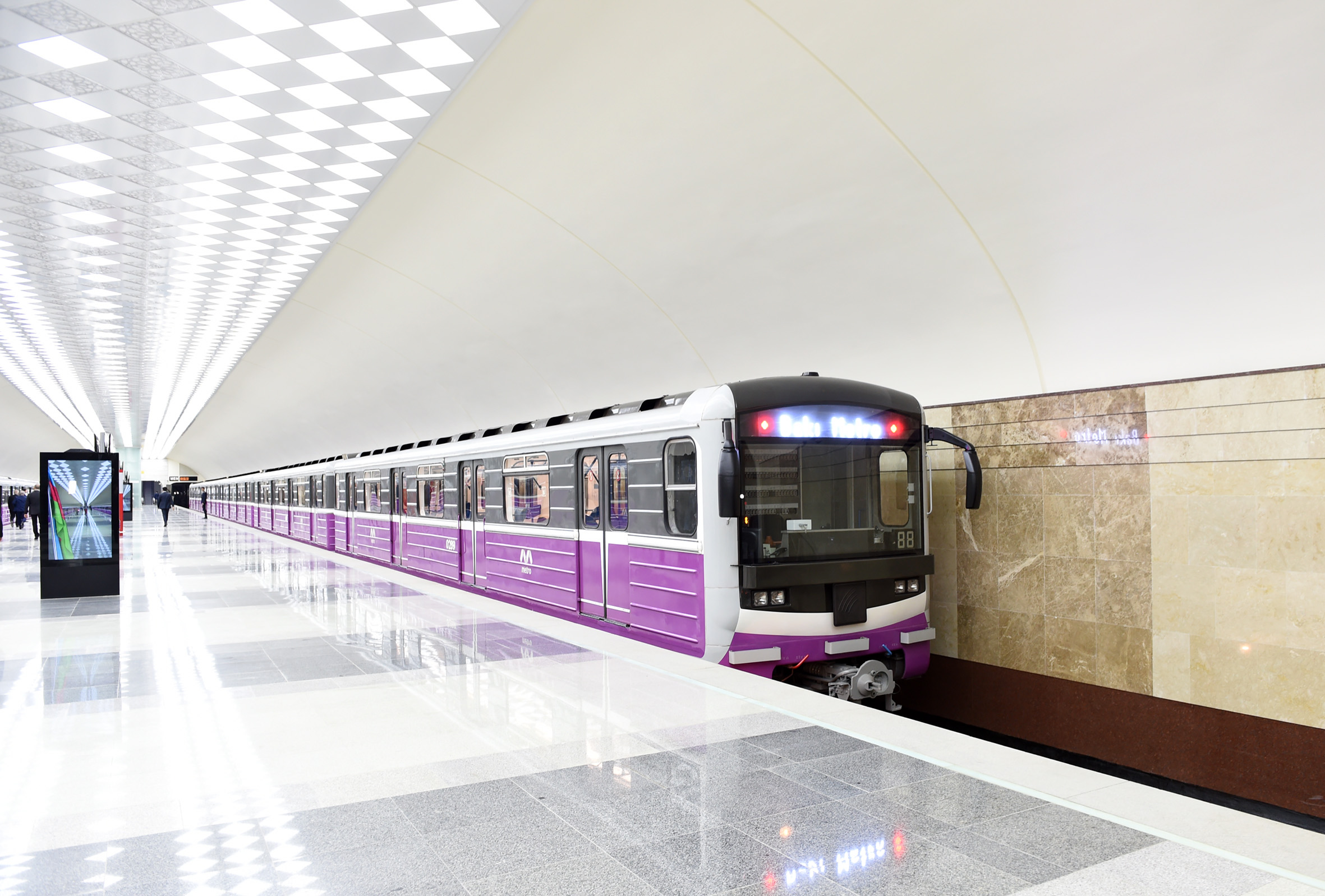
Avtovağzal
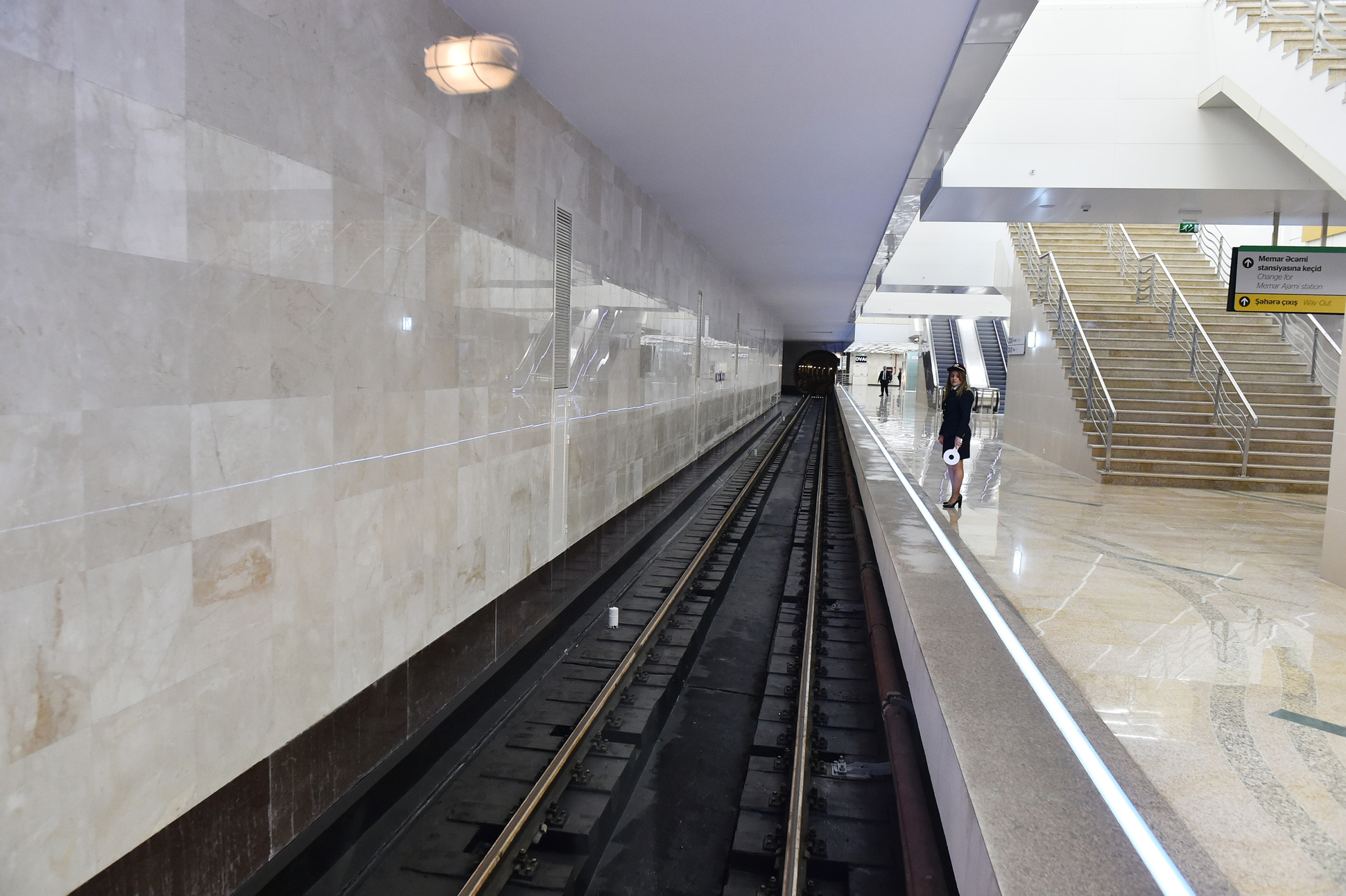
Memar Əcəmi-2
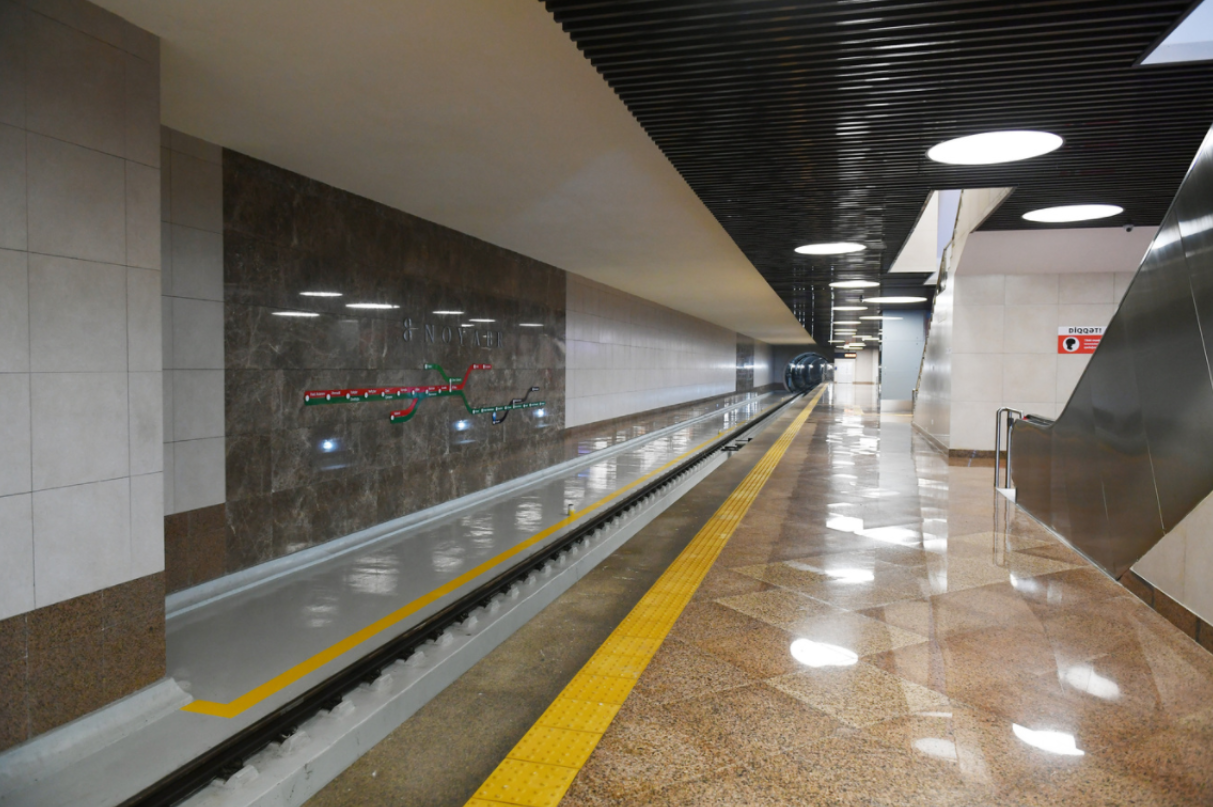
8 Noyabr